# Clodoaldo Paulino de Lima
Clodoaldo Paulino de Lima (Paulínia, Brasil, 25 de noviembre de 1978) conocido simplemente como Clodo es un exfutbolista brasilero que jugaba como delantero. En la actualidad, dirige al Atlético de Cali de la segunda división en Colombia.

## Trayectoria
Clodoaldo Paulino de Lima ha sido comparado en Brasil con el camerunés Samuel Eto'o por su manera de jugar. Participó en las divisiones inferiores del C. A. Guaçuano, club con el que debutaría en la temporada 1997-1998 y en el que se mantendría hasta mediados del 2001. En 2002 realizó su primera salida internacional contratado por el Deportivo Pasto de Colombia. Apenas disputó 4 partidos, en el que no pudo anotar un solo gol. Durante la siguiente temporada jugó en el Independiente Medellín por seis meses. Posteriormente volvió a Brasil a jugar en la tercera división. En 2005 fue campeón en dos ocasiones con el Club Remo y nuevamente en 2006 con el Criciúma EC. Debido a su calidad como jugador, al año siguiente pudo jugar en el Corinthians (20 partidos - 5 goles). En 2008 salió al extranjero por tercera vez, en esta ocasión con un club surcoreano, el Pohang Steelers. A su regreso pasó por dos clubes de Brasil y fue contratado por el Figueirense en 2009. Un año después, Clodoaldo fue seleccionado por el Estoril en lo que constituía su cuarta experiencia internacional, la cual duró año y medio, llegando a ser campeón en 3 ocasiones. En 2014 volvió a Colombia luego de haber jugado en distintos clubes brasileños, siendo contratado por el Depor de Aguablanca. Tras un año en el Cotia FC en Brasil, regresó a Colombia con el Atlético de Cali en 2016.
El 12 de noviembre de 2024, dejo la dirección técnica del Atlético de Cali tras un año completo en el cargo.

## Clubes

### Como jugador
| Club                   | País          | Año         |
| ---------------------- | ------------- | ----------- |
| CA Guaçuano            | Brasil        | 1998 - 2000 |
| SC São Paulo           | Brasil        | 2000        |
| Deportivo Pasto        | Colombia      | 2001        |
| Independiente Medellín | Colombia      | 2002        |
| Marcílio Dias          | Brasil        | 2002        |
| Galo Maringá           | Brasil        | 2003        |
| Caxias                 | Brasil        | 2004        |
| Clube Remo             | Brasil        | 2005        |
| Criciúma EC            | Brasil        | 2006        |
| Corinthians            | Brasil        | 2007        |
| Pohang Steelers        | Corea del Sur | 2008        |
| Náutico                | Brasil        | 2008        |
| Santo André            | Brasil        | 2009        |
| Figueirense            | Brasil        | 2009        |
| Estoril                | Portugal      | 2010-2011   |
| Guaratinguetá          | Brasil        | 2011        |
| Uberaba SC             | Brasil        | 2012        |
| Metropolitano          | Brasil        | 2012        |
| Cruzeiro               | Brasil        | 2013        |
| Suzano                 | Brasil        | 2013        |
| Depor Aguablanca       | Colombia      | 2014        |
| Cotia FC               | Brasil        | 2015        |
| Atlético de Cali       | Colombia      | 2016        |

### Como asistente técnico
| Club             | País     | Año         | Asistente de       |
| ---------------- | -------- | ----------- | ------------------ |
| Atlético de Cali | Colombia | 2017 - 2023 | Giovanni Hernández |

### Como técnico
| Club             | País     | Año  |
| ---------------- | -------- | ---- |
| Atlético de Cali | Colombia | 2024 |

## Palmarés
- Campeonato Brasileiro de Fútbol de 2005 - Serie C

- Torneo de Santarém 2005

- Campeonato Brasileiro de Fútbol de 2006 - Serie C

- Campeón del Torneo Extraordinario de Iniciados de Lisboa 2010

- Campeón de la Zona Sul de Liga Intercalar 2010

- Campeón de la Liga Intercalar Nacional 2010